# Piet van der Kruk
Pieter van der Kruk (Delft, 13 agosto 1941 – Delft, 4 giugno 2020) è stato un pesista e sollevatore olandese, nonché allenatore in quest'ultima disciplina.

## Biografia
Nato a Delft nel 1941, in gioventù iniziò con la ginnastica presso la Christelijke Gymnastiek Vereniging Excelsior, società della sua città. All'età di quattordici anni, vista la sua crescente forza fisica, passò al sollevamento pesi e alla lotta greco-romana nella società cittadina Sandow. Per due volte, nel 1957 e nel 1958 si laureò campione giovanile dei Paesi Bassi nel sollevamento pesi e una volta nella lotta. Due anni dopo, a sedici anni, divenne anche membro della AV '40, società di atletica leggera e si dedicò al getto del peso e al lancio del disco e in questo sport vinse due titoli giovanili nazionali.
Anche da senior rimase un atleta multidisciplinare, dedicandosi sia al getto del peso sia al sollevamento pesi. Nella prima ottenne quattro titoli nazionali e con 17,09 metri ha detenuto il record olandese per anni. Nella seconda disciplina invece vinse cinque campionati nazionali, migliorò il record olandese più di trenta volte negli anni '60 e partecipò ai Giochi Olimpici di Città del Messico del 1968 nella categoria dei pesi massimi, validi anche come campionato mondiale, piazzandosi al nono posto con un totale di 487,5 kg.
Terminata la carriera agonistica, fu allenatore della nazionale olandese di sollevamento pesi, presidente (nonché poi membro onorario dal 1997) della Koninklijke Nederlandse Krachtsport en Fitnessbond, la federazione nazionale olandese, e direttore del Nederlands Centrum voor Dopingvraagstukken (il Centro olandese per il Doping), l'ente predecessore dell'attuale autorità nazionale antidoping. Collaborò anche con il NOC*NSF, il comitato olimpico olandese, e fu commentatore televisivo su Eurosport nel sollevamento pesi fino al 2016.
Negli ultimi anni si stava occupando di riscoprire la storia della sua famiglia e della sua città natale di Delft assieme all'associazione Delfia Batavorum oltre alla scrittura di un libro su questi temi, ma morì il 4 giugno 2020 all'età di 78 anni colpito dalla COVID-19.

## Palmarès

### Sollevamento pesi
| Anno | Manifestazione | Sede              | Evento | Risultato | Misura   | Note |
| ---- | -------------- | ----------------- | ------ | --------- | -------- | ---- |
| 1968 | Olimpiadi      | Città del Messico | Totale | 9º        | 487,5 kg |      |

## Campionati nazionali

### Sollevamento pesi
- 5 volte campione nazionale nel sollevamento pesi (1964/1965, 1967/1969)

### Atletica leggera
- 4 volte campione nazionale nel getto del peso (1964/1965, 1967, 1969)